# ساحة القصر
ساحة القصر ((بالروسية: Дворцовая площадь)‏, دفورتسفايا بلوشاد)، هي ساحة تصل بين جسر القصر ونيفسكي بروسبيكت والميدان الرئيسي في مدينة سانت بطرسبرغ والامبراطورية الروسية. كانت هده الساحة مسرحا لعدة أحداث عالمية الصدى منها الأحد الدامي والثورة البلشفية.

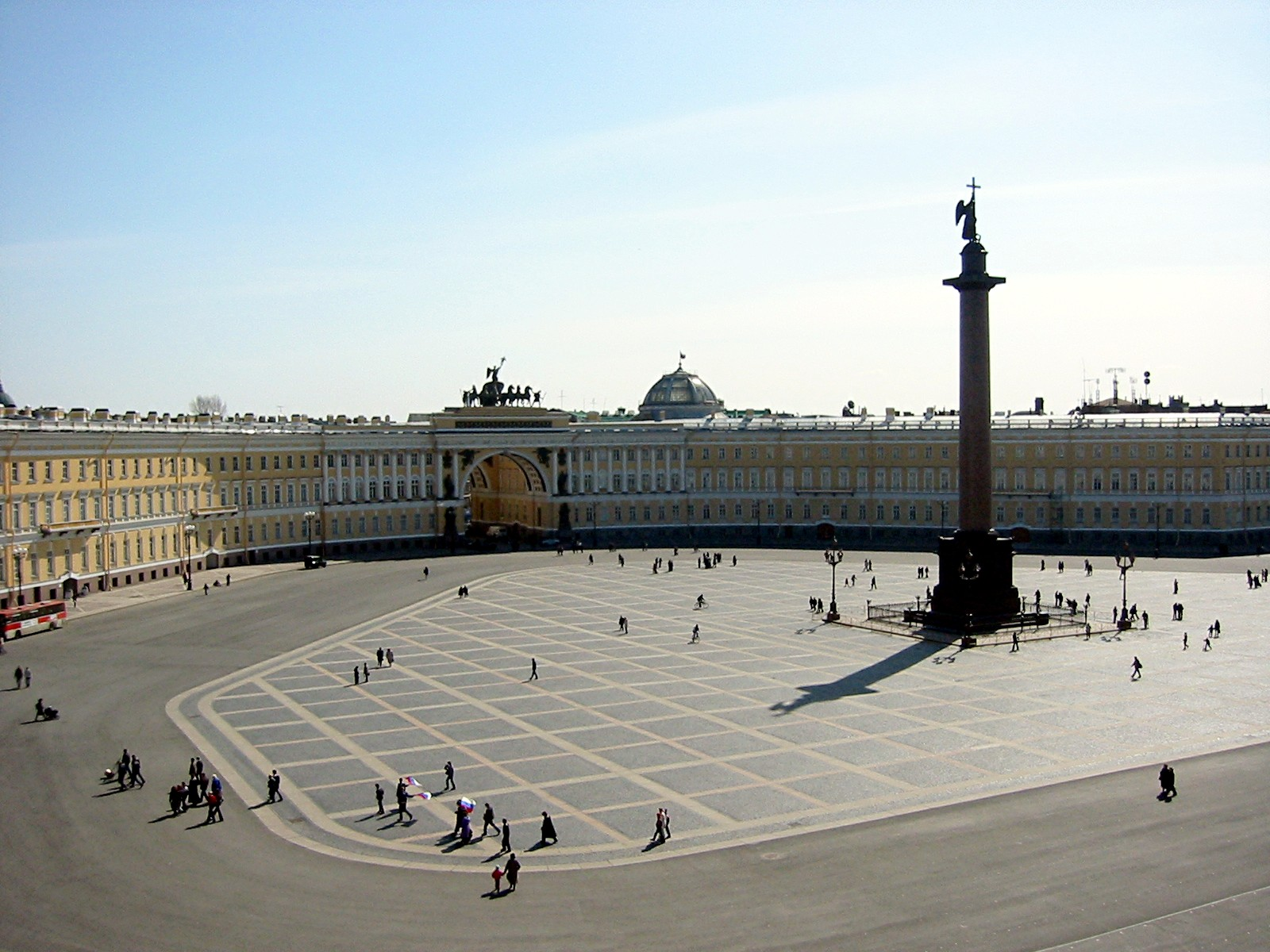
نظرة على الساحة من نافذة مفتوحة من متحف الإرميتاج في قصر الشتاء.

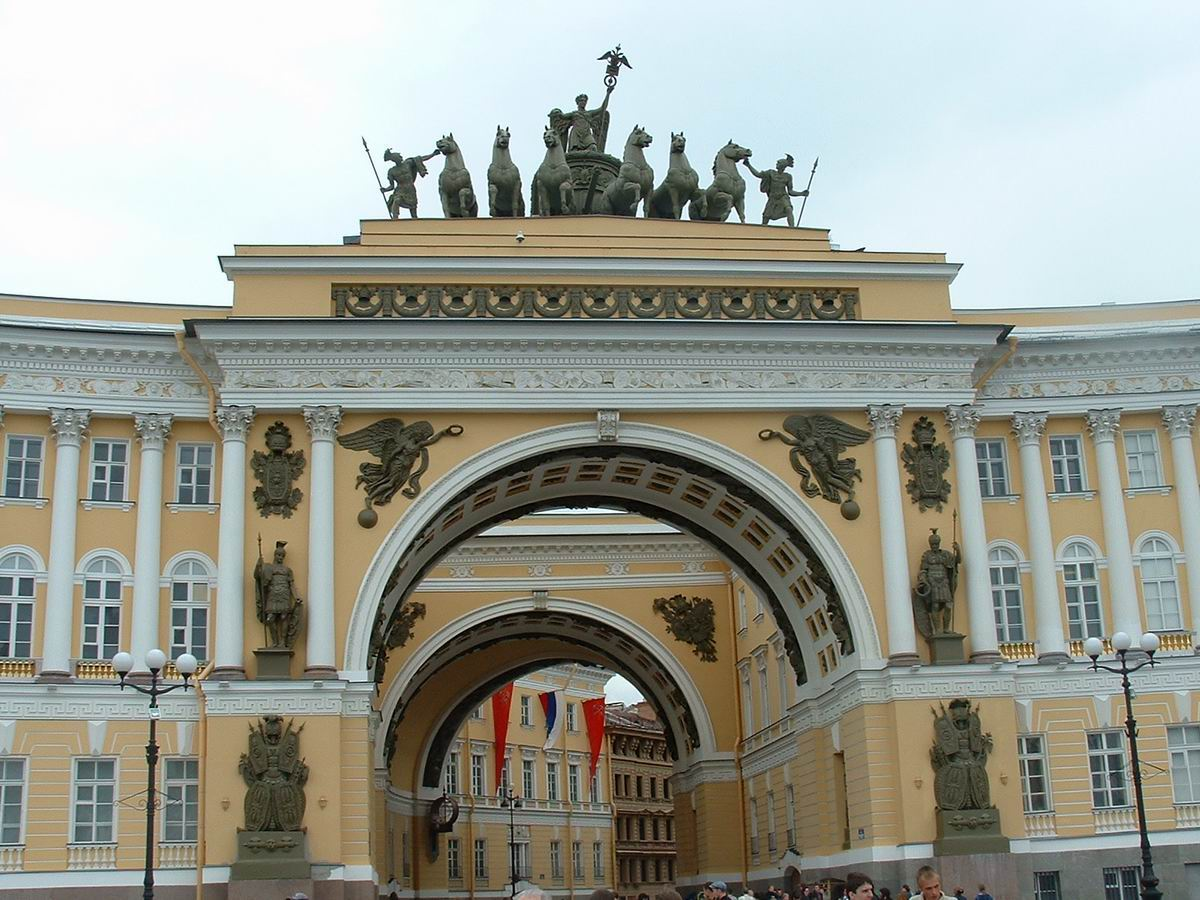
قوس من مبنى الأركان العامة في ساحة القصر.